# 久保田智
久保田 智（くぼた さとし、1977年5月16日 - ）は、埼玉県出身の元プロ野球選手（外野手）。

## 来歴・人物
高校時代は2年時（1994年）に夏の甲子園出場するも2回戦敗退。高校通算42本塁打。同期に木塚敦志、1年下に石井義人や大学でも後輩の三浦貴、小川将俊がいる。
東洋大に進学。2年春からレギュラーで4番を打つが秋の入替戦では吉野誠（日大）の前に最後の打者となって2部降格。3年春は左膝の手術で欠場。4年春からチームが1部に復帰すると吉野から本塁打で雪辱。東都大学1部リーグ通算58試合出場、204打数52安打、打率.255、6本塁打、31打点。1999年春季リーグで首位打者になりベストナイン受賞。
川崎製鉄千葉時代は2000年から2002年まで3年連続都市対抗に出場した。アジア大会のメンバーにも選出され本塁打を放っており、即戦力という触れ込みでヤクルトに入団する。
プロ入り1年目の2003年春のオープン戦では一軍で出場し、本塁打も放ったが、早々に二軍降格。二軍では68試合に出場し、打率.292、5本、打点18の成績を残した。この年はフレッシュオールスターにも出場した。
プロ2年目の2004年シーズンも一軍出場はなく、二軍での出場にとどまり成績は75試合に出場し打率.255、4本、打点23と成績が下降した。
プロ3年目の2005年シーズンも二軍での出場にとどまった。同年の成績は79試合に出場し打率.284、7本、打点37と前年より上昇した。
2006年シーズンも一軍での出場がなく、入団から4年間一軍戦出場のないまま、2006年10月3日、戦力外通告を受けた。現役最終年の成績は（二軍で）64試合に出場し打率.255、3本、打点12であった。
二軍では通算286試合も出場したものの一軍に上がれなかった。当人によれば一軍に上がれなかった原因としては1年目の開幕前に右肩を負傷しており、以降右肩は本来の調子に戻ることがなく、打撃面においても外国人選手ほどのレベルではなかったためと述懐している。
引退後は電通に入社し、その後電通グループの電通テックでスポーツイベントのプロモーション業務を担当している。

## 詳細情報

### 年度別打撃成績
- 一軍公式戦出場なし

### 背番号
- 00 （2003年 - 2006年）